# Don't Tell Me You Love Me
Don't Tell Me You Love Me è un singolo del gruppo musicale statunitense Night Ranger, il primo estratto dal loro album di debutto Dawn Patrol nel 1982.

## Tracce
1. Don't Tell Me You Love Me – 4:20
2. Night Ranger – 4:31

## Formazione
- Jack Blades – voce, basso
- Jeff Watson – chitarra
- Brad Gillis – chitarra
- Alan Fitzgerald – tastiere
- Kelly Keagy – batteria, voce

## Classifiche
| Classifica (1983)             | Posizione massima |
| ----------------------------- | ----------------- |
| Stati Uniti                   | 40                |
| Stati Uniti (mainstream rock) | 4                 |
| Svizzera                      | 9                 |